# Dennis – Widerstand zwecklos
Dennis – Widerstand Zwecklos (engl. Dennis the Menace Strikes Again) ist eine US-amerikanische Filmkomödie aus dem Jahr 1998. Die Comicverfilmung der Comicstrips Dennis the Menace von Hank Ketcham setzt den Film Dennis von 1993 fort und wurde direkt auf Video veröffentlicht.

## Handlung
Dennis ist 7 Jahre alt und hat nur Unsinn im Kopf. Ohne es zu wollen, macht er seinem Nachbarn Mr. Wilson, den Dennis auch als seinen besten Freund betrachtet, das Leben schwer. Eines Tages versuchen ein zwielichtiger Professor und sein Assistent Mr. Wilsons Vertrauen zu gewinnen. Sie wollen Mr. Wilson und seiner Frau eine angeblich seltene Wurzel verkaufen, die als Tee aufgebrüht verjüngen soll. Die beiden sind gerade dabei, den zwei Gaunern 10.000 US-Dollar zu bezahlen, als Dennis hereinkommt und erzählt, er wisse wo diese Wurzel wächst. Das vertreibt die beiden Betrüger zunächst. Sie kommen aber bald wieder. Diesmal mit einer angeblichen Verjüngungs-Maschine im Gepäck. Die Maschine zeigt zwar eine gewisse Wirkung, Dennis zerstört sie aber aus Versehen. Das nehmen der Professor und sein Assistent zum Anlass, noch mehr Geld von den Wilsons zu erschwindeln. Wieder ohne es zu beabsichtigen kann Dennis, unter anderem durch den Einsatz seiner Steinschleuder, einen weiteren Betrug vereiteln und bringt die beiden letztendlich hinter Gitter.

## Produktion und Veröffentlichung
Der Film entstand bei Outlaw Productions im Auftrag von Warner Bros. Regie führte Charles T. Kanganis und das Drehbuch schrieben Jeff Schechter und Tim McCanlies. Als Produzenten traten Jeffrey Silver und Robert Newmyer auf. Die Musik komponierte Graeme Revell und für die Kameraführung war Christopher Faloona verantwortlich. Für den Schnitt war Jeffrey Reiner zuständig.
Der Film erschien bei Warner Home Video direkt auf VHS am 14. Juli 1998. Später folgten auch Veröffentlichungen auf DVD, international unter anderem in Deutschland, Russland, Spanien, Australien und in den Niederlanden.

## Kritik
„[...] Ideenarme Slapstick-Klamotte mit nur wenigen witzigen Szenen, die den Charme ihrer vielen Vorgänger nicht erreicht. Was bleibt, ist ein überzeugender Hauptdarsteller, dem allerdings der komödiantische Widerpart fehlt, so daß der Film nicht mehr als harmlose Berieselung für Kinder zu bieten hat.“